# Stoos
Stoos (meist der Stoos genannt) ist ein autofreies Dorf und Skigebiet auf dem Gebiet der Gemeinde Morschach im Schweizer Kanton Schwyz. Das Dorf liegt in 1305 m ü. M. Höhe auf einem Hochplateau. Es hat 150 Einwohner und 2200 Gästebetten. Das Skigebiet reicht bis in eine Höhe von 1935 m ü. M.

## Verkehrsanbindung
Die Zufahrt ist durch eine Strasse (nur mit Spezialbewilligung) von Muotathal, per Standseilbahn (von Schwyz-Schlattli) oder per Luftseilbahn Morschach–Stoos möglich.
Die alte Standseilbahn Schwyz–Stoos mit einer Förderleistung von 1000 Personen pro Stunde wurde 1933 eröffnet und überwand auf einer Länge von 1361 Metern einen Höhenunterschied von 725 Metern. Die Talstation Schlattli ist durch die Buslinie 1 der AAGS innert zehn Minuten von Schwyz her erreichbar. Die technisch veraltete Bahn, deren Betriebskonzession auslief, wurde durch die oben genannte Standseilbahn Schwyz–Stoos ersetzt, die Mitte Dezember 2017 den Betrieb aufnahm. Sie liegt etwas weiter östlich, ist 1547 Meter lang und überwindet einen Höhenunterschied von 744 Metern. Mit einer Steigung von 110 % ist sie die steilste Standseilbahn der Welt.

## Touristische Erschliessung
Auf dem Stoos 1305 m ü. M. befinden sich zwei Vierer-Sesselbahnen (Baujahr 2000) am Fronalpstock 1922 m ü. M., eine Sechser-Sesselbahn (Baujahr 2007) mit Sitzheizung auf den Klingenstock 1935 m ü. M. sowie die Skilifte Maggiweid, Sternegg und Holibrig. Die Sechser-Sesselbahn ist die längste ihrer Art in der Zentralschweiz. Sie überwindet die Höhendifferenz von 581,50 Metern in sechseinhalb Minuten. Weiter gibt es Schlittelwege, eine Luftkissen-Schlitten-Piste, Langlaufloipen und Winterwanderwege.
Durch den Bau der Sechser-Sesselbahn entstanden vier neue Pistenvarianten auf dem Klingenstock. Damit erhielten die Skifahrer eine FIS-homologierte Trainings- und Rennstrecke, die einen reibungslosen Betrieb in Abfahrt und Super-G parallel zum Pistenbetrieb erlaubt. Die «Franz Heinzer Piste» wurde nach den FIS-Richtlinien gebaut und weist daher einen hohen Sicherheitsstandard auf. Sie ist nach dem Skirennfahrer Franz Heinzer benannt.
Im Sommer ist der Stoos Ausgangspunkt für Wanderungen, zum Beispiel für die Höhenwanderung «Gratweg Stoos» (Route 827) vom Klingenstock zum Fronalpstock (Schwierigkeitsgrad T2 gemäss SAC-Wanderskala). Zwischen Stoos und Klingenstock sowie Stoos und Fronalpstock verkehren auch im Sommer Sesselbahnen, die für Auf- und Abstieg genutzt werden können.

Luftbild (1954)

## Galerie

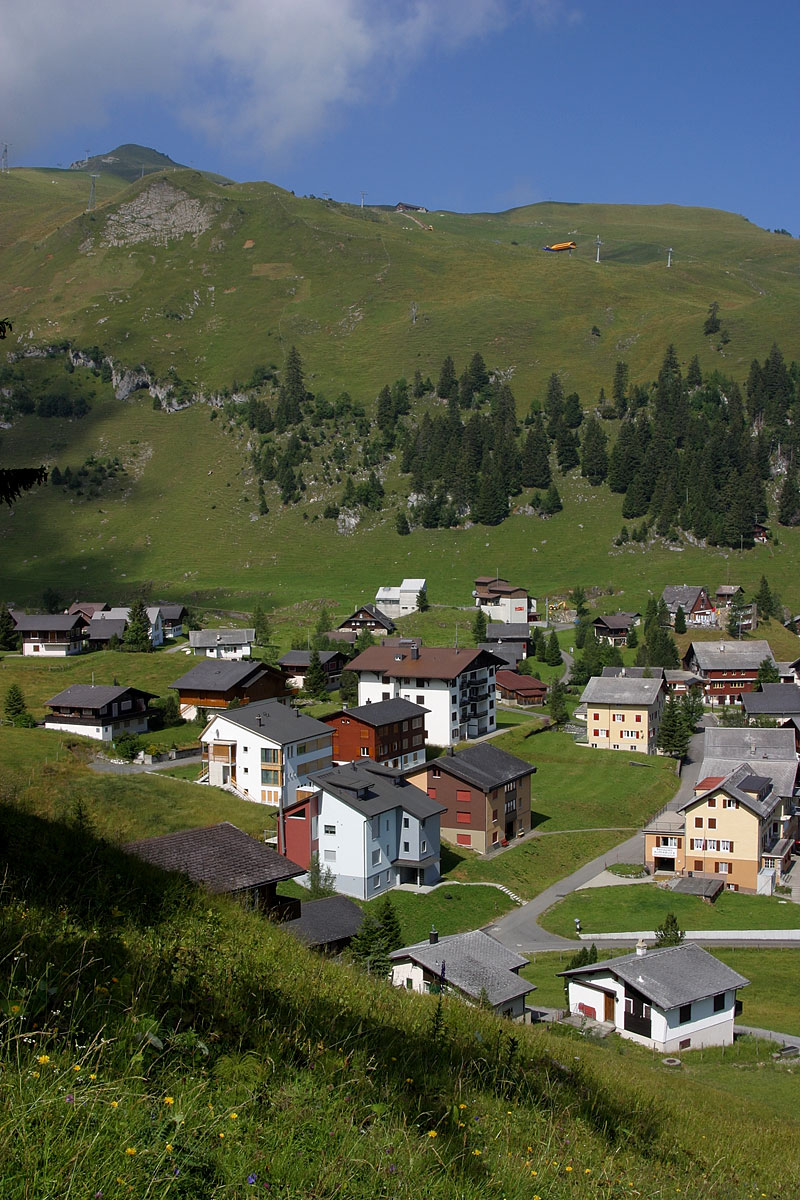
Stoos
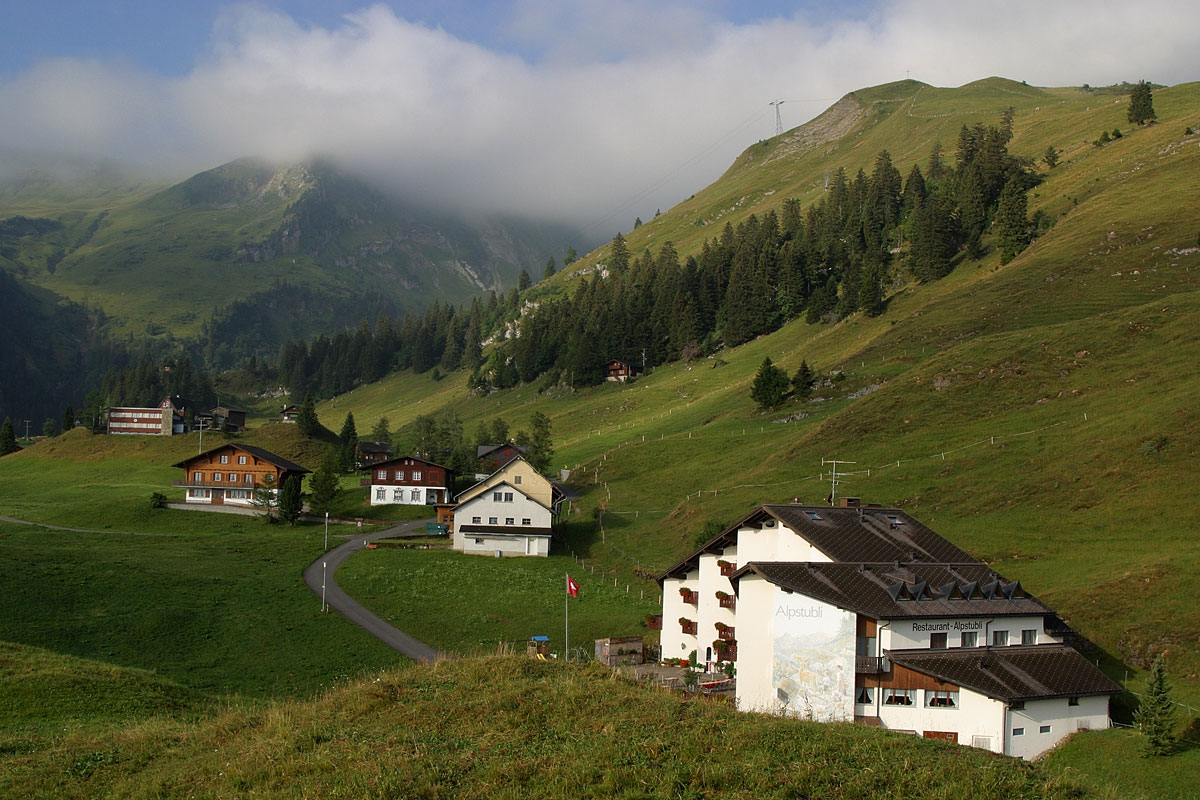
Stoos
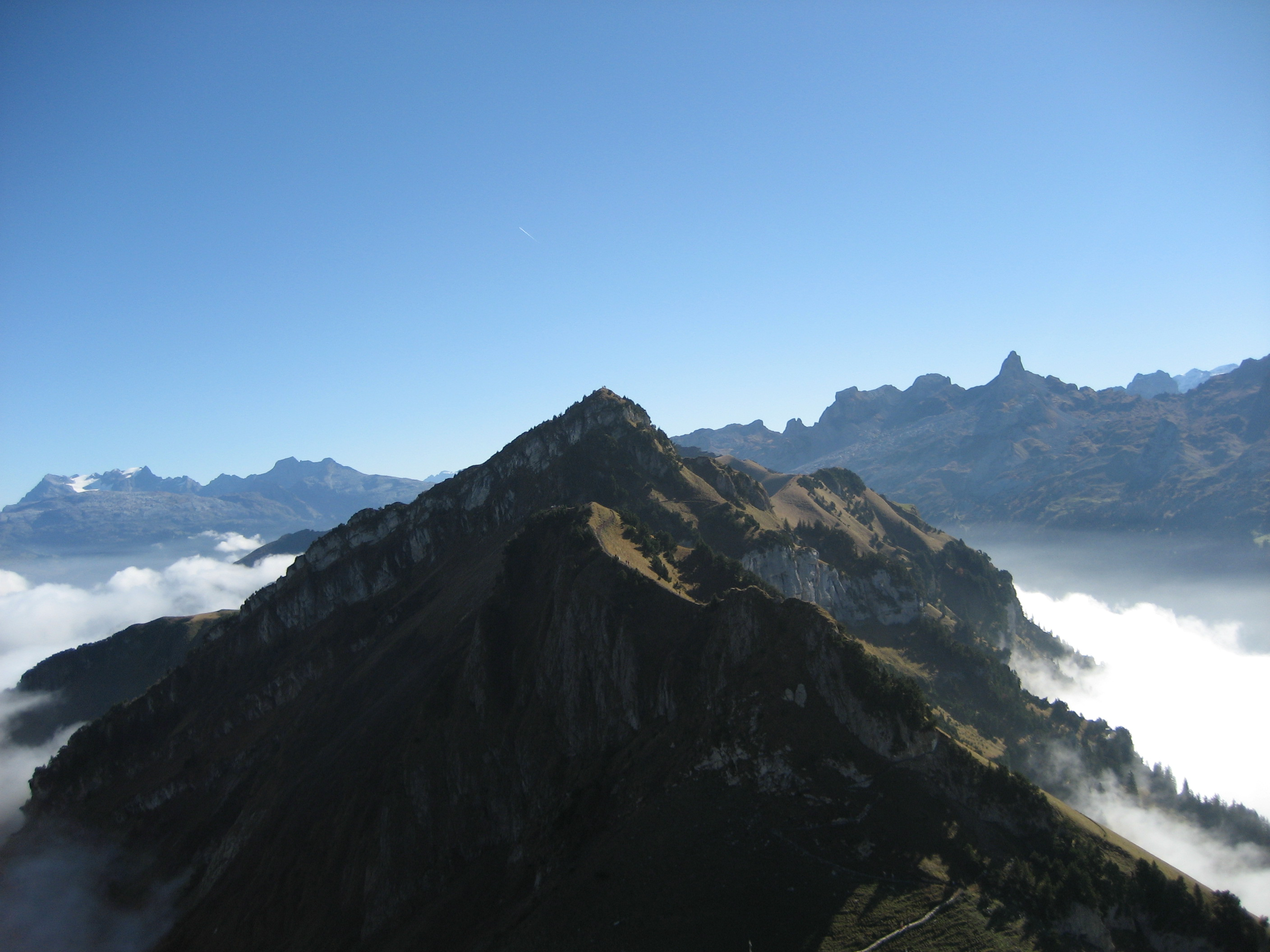
Huser Stock
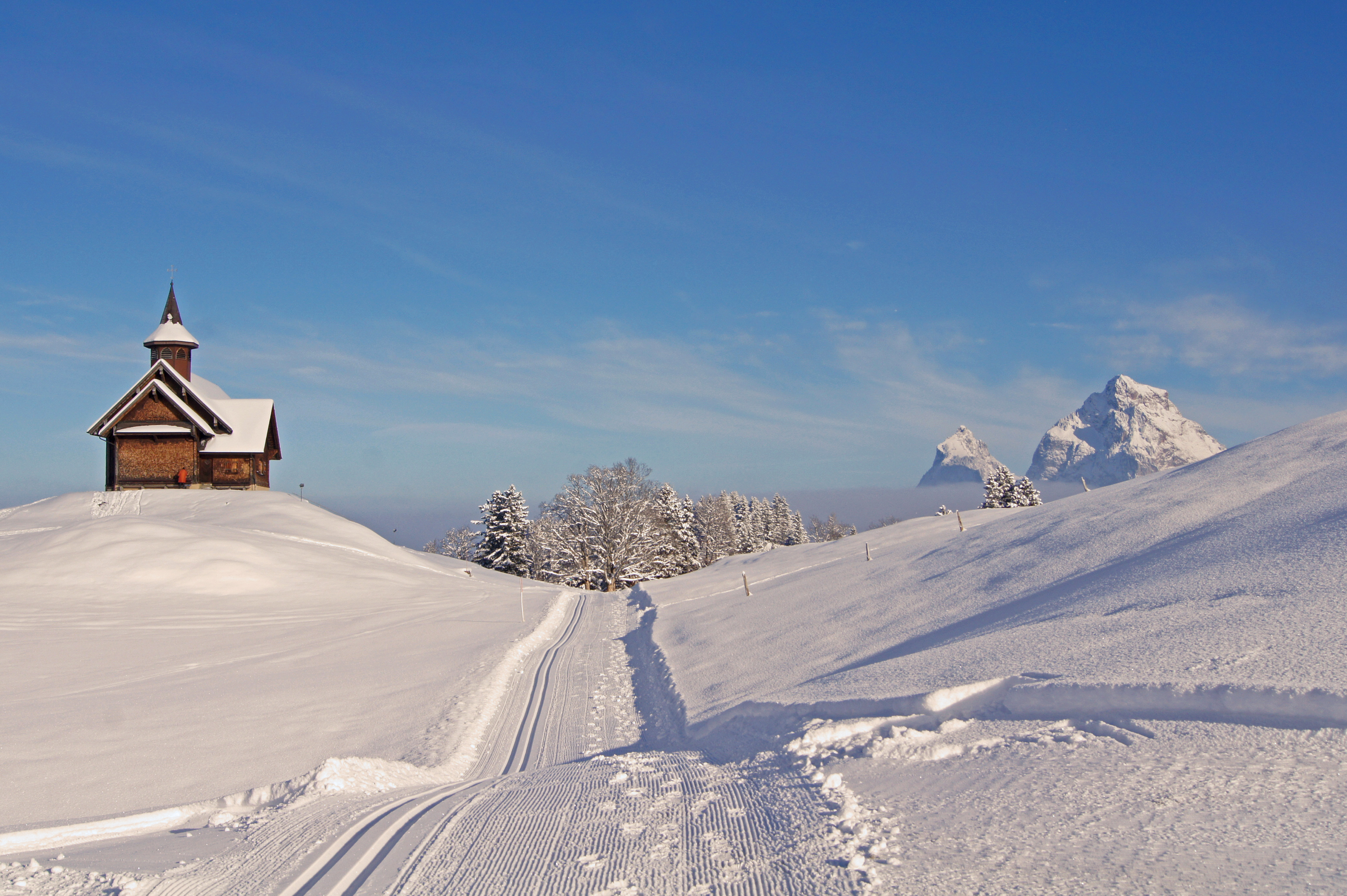
Stoos im Winter
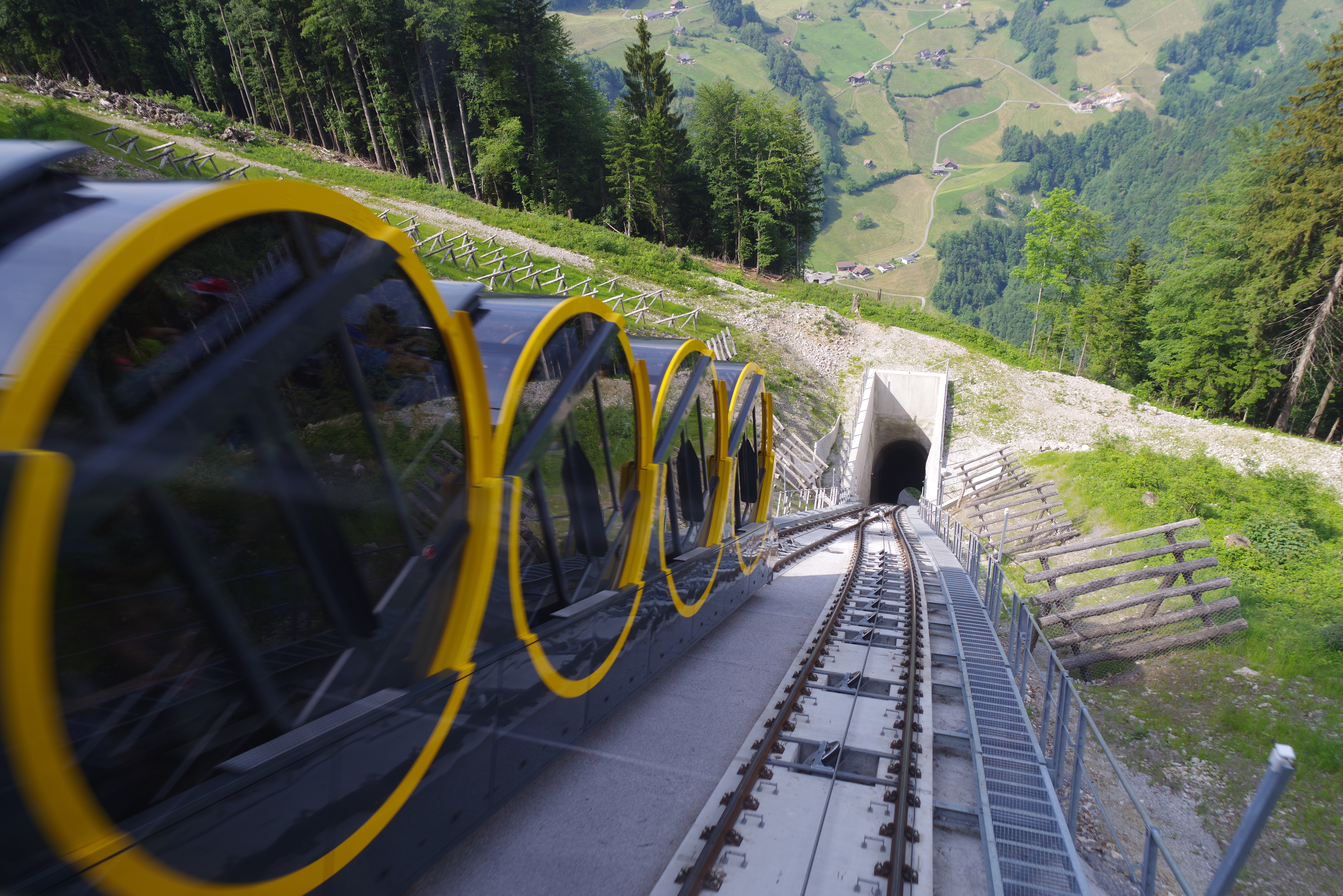
Neue Stoos-Bahn